# Heteroduplex

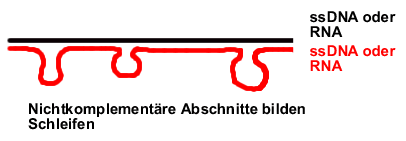
Heteroduplex mit Schleifen

Unter Heteroduplex versteht man ein doppelsträngiges (duplex, lat. doppelt) Nukleinsäuremolekül, das aus Einzelsträngen unterschiedlicher (héteros, griech. der andere) Herkunft zusammengesetzt ist. Zusammengehalten werden die Einzelstränge durch Wasserstoffbrücken zwischen komplementären Nukleinbasen. Abschnitte, in denen die Basen zueinander nicht komplementär sind, bilden Schleifen aus. Bei den Einzelsträngen kann es sich um einzelsträngige DNA (ssDNA), oder um RNA handeln, die miteinander hybridisiert sind.
Die Passgenauigkeit der Basenpaarung lässt sich durch Schmelzanalyse der Doppelhelix bestimmen, weil ein Heteroduplex mit zunehmendem Anteil ungepaarter Regionen instabiler wird.

## Beispiel
Um festzustellen, ob ein Gen Introns enthält, kann man es mit seinem RNA-Transkript hybridisieren. Ohne Introns bildet sich eine ununterbrochene Heteroduplex-Struktur, mit Introns bildet der DNA-Strang die Heteroduplex-Schleifen, da die gespleißte RNA keine Introns mehr enthält und so ein komplementäres Gegenstück fehlt.